# 磁湖

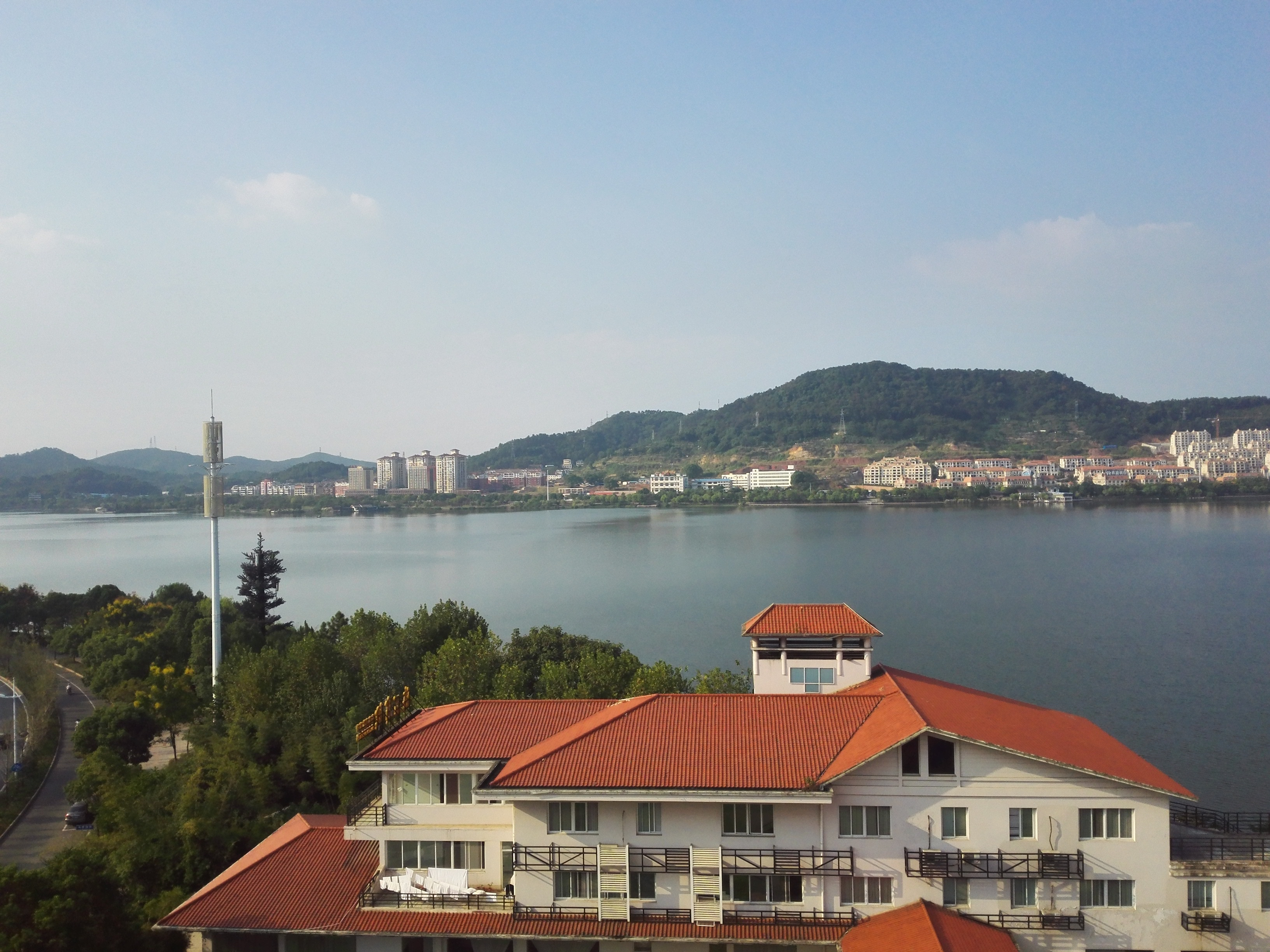
磁湖风景

磁湖，位于湖北省黄石市市区内，属磁湖水系，相传湖中有大量磁石而得名。古时有樵夫路过，所背铁斧竟被吸入湖内。历史上，磁湖也曾被称为“张家湖”，“南湖”。磁湖的水域面积约为10平方公里，汇水面积为62.8平方公里，平均水深为1.75米。磁湖风景区青山环抱，湖岸线曲折，总长为38.5公里。
磁湖水域面积达八百公顷，湖内碧波万顷，湖岸线蜿蜒曲折，连绵近40公里，周围山峦起伏，是黄石市一道靓丽的风景。宋代文人苏东坡与其弟苏辙曾泛舟磁湖之上，并在鲢鱼墩的苏公石上留下诗句。
主要景区有：鲢鱼墩、澄月岛、睡美人、杭州路、团城山公园。